# 주령구

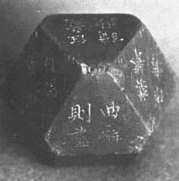
원본

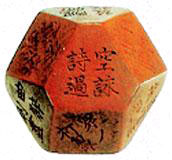
복제본

주령구(酒令具)는 1975년 동궁과 월지에서 출토된 정사각형 면 6개와 점추이 육각형 면 8개로 이루어진 14면체 주사위이다. 각 면에는 다양한 벌칙이 적혀 있어 신라인들의 음주 습관의 풍류를 보여주고 있다. 출토된 진품은 유물 보존 처리 도중 불타버렸고, 복제품만 남아있다.

## 발굴 경위
주령구는 동궁과 월지에서 1975년 발견되었다. 당시 경주시는 방치되어있던 월지(당시 안압지)를 1974년 11월부터 정화사업을 통해 깨끗이 정리하기 시작한다. 이 때 경주사적관리소가 담당하여 호수 중심부에 2 m 가량의 트렌치를 내고 조사를 실시한다.:44 그러나 조사 도중 12월 16일에 명문 기와 등 다량의 신라시대 유물이 드러나게 되고, 문화재위원회 및 문화재 관리국에 이를 보고하여 경주고적발굴단이 1975년 3월 24일부터 본격적인 발굴을 시작한다.:45
발굴조사는 크게 연못에 대한 조사와 연못 주변 건물지 조사로 나누어 실시되었다. 주령구는 동해 6월 연못 서쪽 호안 석축 바닥에서 출토되었는데, 면에 새겨진 글씨를 판독한 결과 연회에서 궁중놀이에 사용한 주사위였음을 알게 되어 '술과 관련된 명령을 내리는 도구'라는 의미의 주령구(酒令具)라는 이름이 붙여졌다.
연못에 대한 발굴조사는 1975년 3월 24일부터 다음 해인 1976년 3월 25일까지 만 1년간 지속되었으며, 연못 주변 건물지 발굴조사는 1976년 5월 10일부터 그 해 12월 30일까지 실시되었다.:47 이 때의 발굴 내역은 1978년 《동궁과 월지 발굴조사보고서》로 출판되었다.

## 벌칙
1. 음진대소 (飮盡大笑)- 술 한잔 다 마시고 큰 소리로 웃기
2. 삼잔일거 (三盞一去)- 한번에 술 석잔 마시기 또는 술 석잔 마시고 한 걸음 걷기
3. 자창자음 (自唱自飮)- 혼자 노래 부르고 술 마시기
4. 금성작무 (禁聲作舞)- 술 마신뒤 소리 내지 않고 춤 추기
5. 중인타비 (衆人打鼻)- 여러 사람이 코 때리기
6. 유범공과 (有犯空過)- 여러 사람이 덤벼들어 장난쳐도 가만 있기
7. 추물막방 (醜物莫放)- 더러워도 버리지 않기
8. 양잔즉방 (兩盞則放)- 술 두잔이면 쏟아버리기
9. 곡비즉진 (曲臂則盡)- 팔을 구부린 채 술 다 마시기
10. 임의청가 (任意請歌)- 마음대로 사람을 지목해 노래 청하기
11. 농면공과 (弄面孔過)- 얼굴을 간질려도 가만히 있기
12. 월경일곡 (月鏡一曲)- '월경'이라는 노래 부르기
13. 공영시과 (空詠詩過)- 시 한수 읊기
14. 자창괴래만 (自唱怪來晩)- '괴래만'이라는 노래 부르기

## 모양
정사각형 면의 면적은 6.25평방센티미터, 육각형 면의 면적은 6.265평방센티미터로 확률이 거의 1/14로 균등하게 되어 있다. 재질은 참나무이다.